# Kouffo
6°54′N 1°48′Ø / 6.9°N 1.8°Ø
Kouffo er et departement i Benin. Det liggeri den sydvestlige del af  landet og grænser til departementerne Mono, Zou og Atlantique; desuden grænser det til landet Togo mod vest. Før reformen i 1999, hvor de oprindelige seks departementer i Benin blev inddelt i tolv nye departementer, var Kouffo del af departementet Mono.
Størstedelen af befolkningen i departementet taler sproget  Aja.

## Administrativ inddeling
Kouffo er inddelt i fem kommuner. 
1. Aplahoué
2. Djakotomey
3. Klouékanmè
4. Lalo
5. Toviklin